# Six Nations Rugby Limited
Six Nations Rugby Limited est une société organisant le Tournoi des Six Nations, ainsi que ses déclinaisons féminine et junior. Cette organisation est partagée avec le Comité des Six Nations.

## Historique
Avant 2004, l'organisation est sous la responsabilité du Comité des Six Nations, une institution représentant les fédérations membres sans pour autant être reconnue d'un point de vue juridique,. La professionnalisation du rugby à XV conduit néanmoins à la création d'une nouvelle entité juridique,.
Bien que la structure soit créée le 25 juin 2002,, elle est publiquement dévoilée le 27 avril 2004 en présence des six membres fondateurs : les fédérations anglaise, écossaise, française, galloise, irlandaise et italienne. La société Six Nations Rugby Limited est basée à Dublin,.
Le Tournoi des Six Nations est ainsi coorganisé depuis 2004 par le Comité des Six Nations et la société Six Nations Rugby Limited. Cette dernière est responsable de la partie commerciale, notamment la négociation des droits de diffusion télévisuelle et des partenariats propres à la compétition. La billetterie et les partenariats nationaux restent sous la responsabilité de chacune des six fédérations nationales. Cette organisation du Tournoi reste indépendante de la fédération mondiale World Rugby,.

## Identité visuelle

Évolution du logo
Logo abandonné en 2025.
Logo instauré en 2025.

## Dirigeants
Depuis la création de Six Nations Rugby Limited, John Feehan est le directeur général de cette société. Il quitte ses fonctions, ainsi que son autre poste de directeur au sein de la société British Lions Limited gérant les Lions britanniques et irlandais, avec effet immédiat au printemps 2018,.
Il est remplacé par la Français Benjamin Morel, jusqu'alors directeur général de la branche Europe et Moyen Orient de la National Basketball Association : la nomination est effective au 5 novembre 2018.
Depuis le 1er avril 2023, le Gallois Tom Harrison est le nouveau directeur général de la société.

## Actionnaires
Lors de la reconnaissance publique du Comité des Six Nations et de Six Nations Rugby Limited, il a été révélé que les parts de l'entreprise étaient partagées à parts égales entre les six fédérations.
En septembre 2019, un processus de négociation pour l'achat d'un septième des parts par le fonds de capital-investissement CVC Capital Partners est ouvert. Sa signature définitive est néanmoins retardée par la pandémie de Covid-19, et actée au mois de mars 2021 pour un montant de 365 millions de livres.